# Full Monty
O Full Monty é um clube de futebol com sede em Sandy Ground, Anguilla.
Só possui duas temporadas registradas pela liga do país. Em 2005–06 teve desempenho desconhecido (só se sabe que não ficou entre os dois primeiros). Na temporada 2006–07, ficou em 5º lugar, com uma campanha de 3 vitórias e 8 derrotas em 11 partidas. Participou também da Knock-out Cup, mas não passou da primeira fase.